# Szkolna Bateria Oficerów Rezerwy Artylerii Nr 17
Szkolna Bateria Oficerów Rezerwy Artylerii Nr 17 – pododdział artylerii Wojska Polskiego.
Bateria została sformowana jesienią 1949 roku w garnizonie Strachów, w składzie 14 Brygady Artylerii Ciężkiej. Jesienią 1951 roku jednostka została rozformowana.